# Haval Xiaolong
Haval Xiaolong (спрощ.: 枭龙; Хевел Сяолун) ― компактний кросовер, що виробляється компанією Great Wall Motor під брендом Haval.

## Огляд

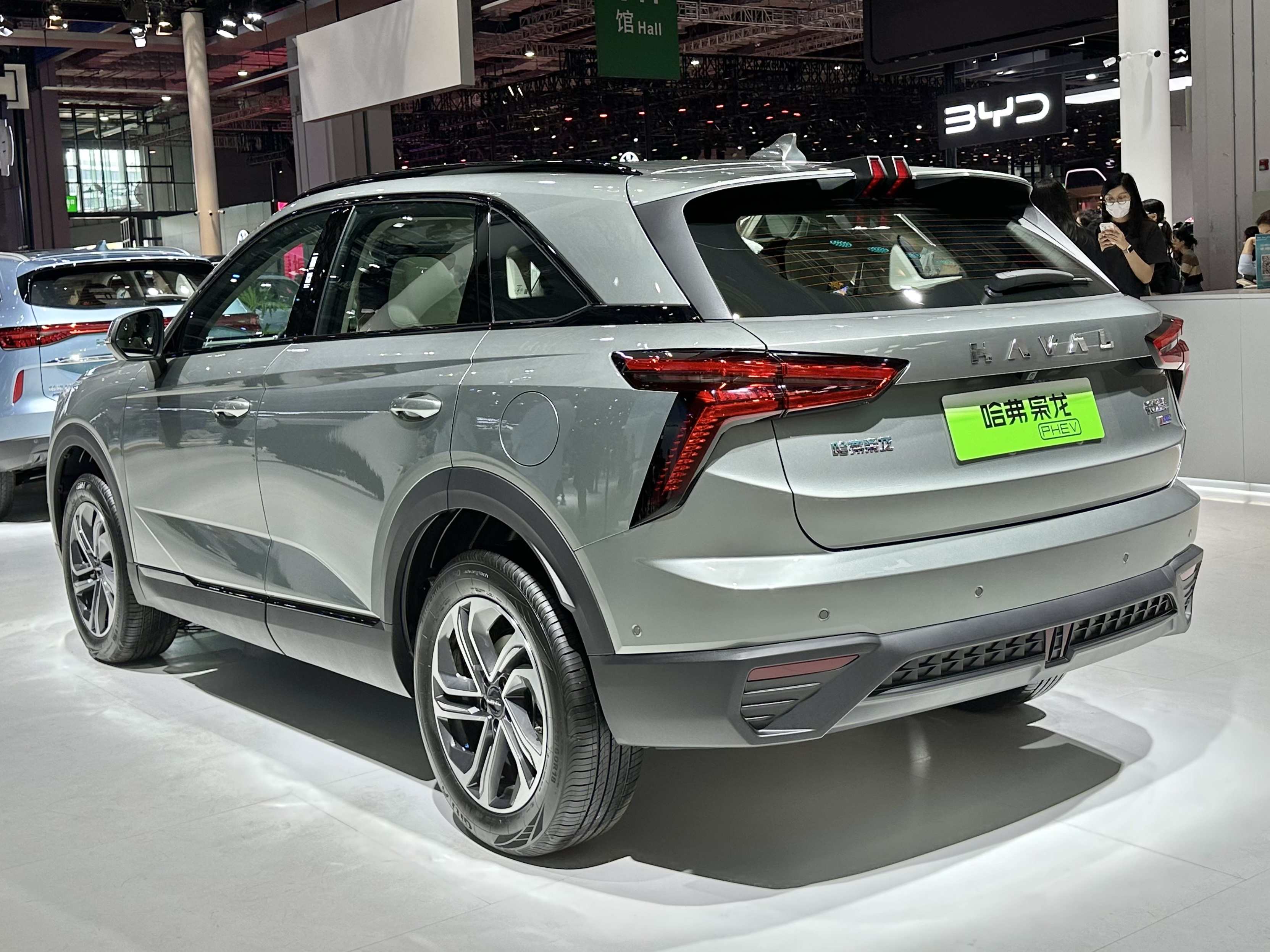

Xiaolong, який спочатку мав кодову назву A07 під час розробки, був представлений у березні 2023 року.

## Силовий агрегат
Haval Xiaolong доступний лише з 1,5-літровим чотирициліндровим гібридним плагін-гібридом (PHEV) з природним всмоктуванням і 2-швидкісною спеціалізованою гібридною трансмісією (DHT). Він доступний на вибір з акумуляторними батареями ємністю 9,41 або 19,27 кВт-год із заявленим WLTP чистим запасом ходу 44 або 86 км (52 або 110 км в NEDC), відповідно. Витрата пального Haval Xiaolong становить 5,3 л/100 км.